# Mleczaj wierzby żyłkowanej
Mleczaj wierzby żyłkowanej (Lactarius salicis-reticulatae Kühner) – gatunek grzybów z rodziny gołąbkowatych (Russulaceae).

## Systematyka i nazewnictwo
Pozycja w klasyfikacji według Index Fungorum: Lactarius, Russulaceae, Russulales, Incertae sedis, Agaricomycetes, Agaricomycotina, Basidiomycota, Fungi.
Po raz pierwszy opisał go w 1975 r. Robert Kühner i nadana przez niego nazwa jest ważna. Synonim Lactarius aspideoides Kühne. Nazwę polską podał Władysław Wojewoda w 2003 r.

## Morfologia
Kapelusz
Średnica 2–5 cm, za młodu łukowaty, potem staje się spłaszczony, z podwiniętym brzegiem,. Czasami posiada garb, brzeg prosty lub nieco pofalowany. Powierzchnia gładka i lepka, barwy jasnokremowej lub skórzastożółtej, czasami siarkowożółta.
Blaszki
Dość gęste, szeroko przyrośnięte i niezbiegające po trzonie. Mają kolor jasnokremowy do skórzastego, albo różowoskórzasty. Mleczko jest białe, po chwili zmieniające kolor na różowofioletowy.
Trzon
Wysokość 2–3 cm, grubość 0,5–1 cm. Jest walcowaty i rozszerzony powyżej podstawy, początkowo pełny, później pusty. Kolor jasnokremowy, przy podstawie żółty. Jest nieco lepki.
Miąższ
Biały, cienki i kruchy. Po uszkodzeniu zmienia barwę na jasnoróżowo-fioletową. Zapach muszkatołowy, smak niewyraźny (nie jest gorzki).
Gatunki podobne
Ze względu na charakterystyczne siedlisko jest możliwość pomylenia tego gatunku tylko z mleczajem wierzby zielnej (Lactarius salicis-herbaceae), jednak rośnie on w sąsiedztwie wierzby zielnej i nigdy na wapieniach, lecz na podłożu kwaśnym. Morfologicznie podobny jest jeszcze mleczaj żółtawy (Lactarius aspideus), również rosnący w górach pod wierzbami, ale niżej, w dolinach potoków, w miejscach wilgotnych i zacienionych.

## Występowanie i siedlisko
Występuje wyłącznie w wysokich górach, w piętrze kosodrzewiny i piętrze halnym, w sąsiedztwie wierzby żyłkowanej i dębika ośmiopłatkowego. W Polsce występuje wyłącznie w Tatrzańskim Parku Narodowym.
Naziemny grzyb mykoryzowy żyjący w symbiozie z gatunkami karłowatych wierzb górskich, szczególnie z wierzbą żyłkowaną.